# Mariakapel (Rinkesfort)

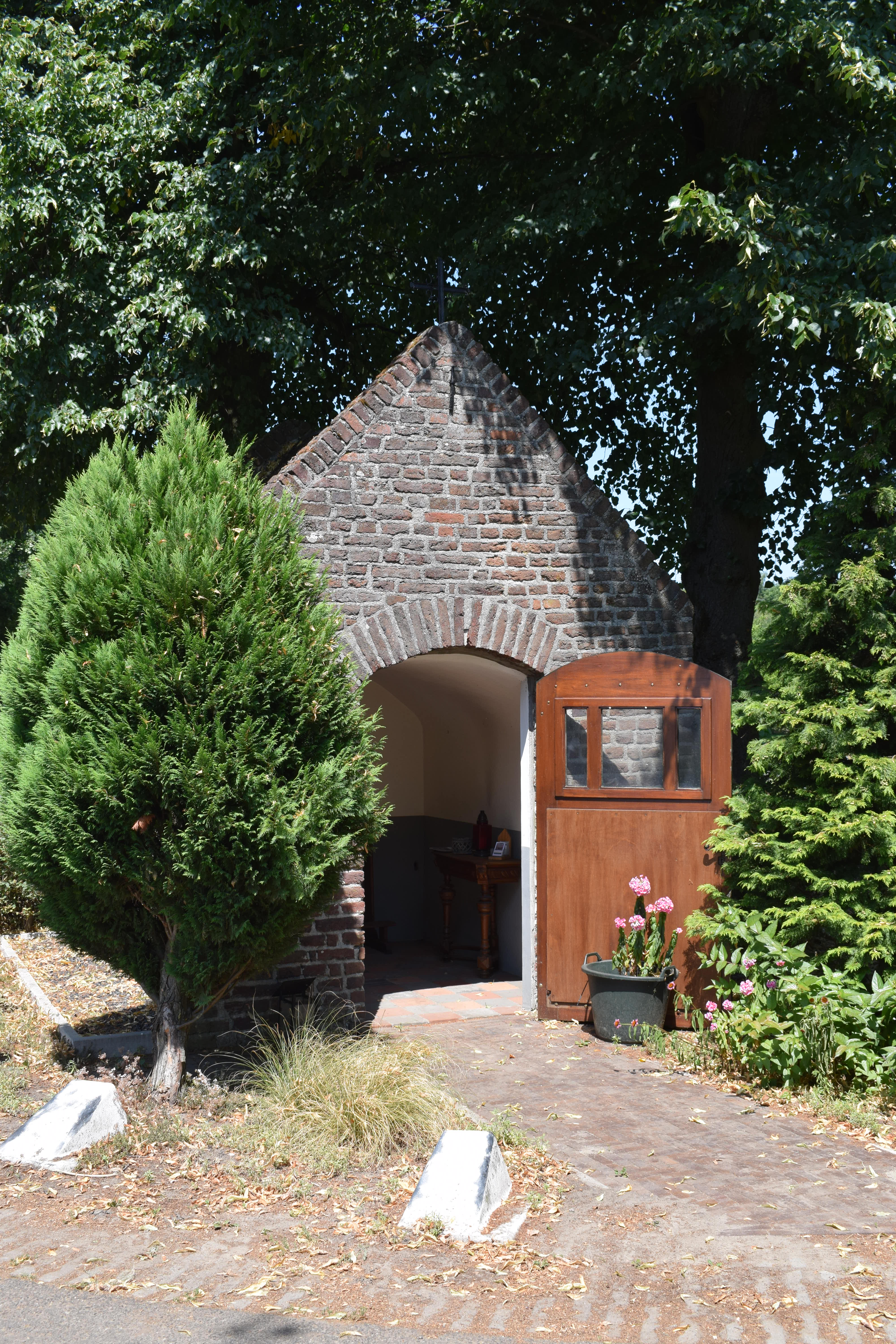
De Mariakapel van Rinkesfort

De Mariakapel is een veldkapel in buurtschap Rinkesfort bij Maasbree in de Nederlandse gemeente Peel en Maas. De kapel staat op de hoek van de Rinkesfort met de Breestraat ten zuiden van het dorp van Maasbree.
Op ongeveer twee kilometer naar het noordwesten staat in buurtschap Lange Hout de Mariakapel en in buurtschap Leeuwerik de Sint-Antoniuskapel en op ongeveer anderhalve kilometer naar het noorden staat de Sint-Jozefkapel.
De kapel is gewijd aan Maria.

## Geschiedenis
Omstreeks 1775 werd de kapel gebouwd. In 1773 verklaarde het echtpaar Paulus Heldens en Anna Hendrix in hun testament dat er op de Rinkesfort een stenen heylig huysken ofte Capellicken gebouwd moest worden. Aldus geschiedde.
Sinds de bouw is de kapel meermaals gerestaureerd.

## Gebouw
De roodbruine bakstenen kapel is opgetrokken op een rechthoekig grondplan en wordt gedekt door een zadeldak met zwarte leien. De achtergevel en puntgevel zijn puntgevels die boven het leiendak uitsteken en in de bovenzijde een zwart geschilderd smeedijzeren muuranker hebben. Op de top van de frontgevel staat een ijzeren kruis en in de frontgevel bevindt zich de segmentboogvormige toegang tot de Kapel die wordt afgesloten met een groene houten deur met drie glasvensters.
Van binnen is de kapel wit gestuukt en heeft het een segmentboogvormig gewelf. Tegen de achterwand staat een houten bidbank. In de achterwand is een rondboogvormige nis aangebracht dat afgesloten wordt met een rechthoekig glazen deurtje. In de nis staat een wit Mariabeeldje die in haar rechterhand een scepter vasthoudt, symbool van gezag, en op haar linkerarm het kindje Jezus draagt, die in zijn linkerhand een rijksappel vasthoudt, symbool voor wereldheerschappij. Naast het wit heeft het beeld enkele goudkleurige details, waaronder de kronen van Maria en Jezus.